# 天水圍南及屏廈
天水圍南及屏廈（英語：Tin Shui Wai South and Ping Ha，代號M3）是香港元朗區議會下轄的選區，2023年設立，定為雙議席選區。

## 範圍
現時選區包括天水圍新市鎮南部、屏山及厦村，為元朗區西北部分，包圍住天水圍北選區，另外與其接壤的選區有元朗市中心、元朗鄉郊東選區。值得一提的是，基於本區包括屏山及厦村的鄉郊地帶，為平衡人口，本區與天水圍北選區以天水圍公園為界，而非坊間常用的天華路。
投票站設有十四個，分別位於流浮山基督教香港信義會榮真堂、厦村錫降圍村公所、集慶堂、屏山天水圍體育館、伊利沙伯中學舊生會小學分校、獅子會何德心小學、天耀社區中心、天水圍官立中學、嗇色園主辦可銘學校、裘錦秋中學（元朗）、天水圍官立小學、天瑞社區中心、橫洲村公所、樂善堂梁銶琚學校(分校)。

## 沿革
2023年香港選舉改革將區議會所有單議席選區取消，元朗區定為四個雙議席選區，共選出八席民選議員。天水圍南及屏廈選區由原有單議席的厦村、屏山中、盛欣、天盛、天耀、耀祐、慈祐、嘉湖南、瑞愛、屏山北選區合併而成。
2023年區議會選舉，估算人口有160,142人，選民有90,684人，吸引到四人參選。

## 歷屆議員
| 選區名稱       | 屆別           | 議員 | 政治聯繫 | 政治聯繫 | 議員   | 政治聯繫 | 政治聯繫      |
| -------------- | -------------- | ---- | -------- | -------- | ------ | -------- | ------------- |
| 天水圍南及屏廈 | 2024年－2027年 | 蘇淵 |          | 民建聯   | 陳燕君 |          | 新 香港新方向 |

## 歷屆選舉結果
| 政党   | 政党       | 候选人    | 票数   | %     | ± |
| ------ | ---------- | --------- | ------ | ----- | - |
|        | 獨立       | ①. 鄧偉健 | 4,365  | 18.17 |   |
|        | 香港新方向 | ②. 陳燕君 | 4,638  | 19.31 |   |
|        | 獨立       | ③. 陳思靜 | 2,633  | 10.96 |   |
|        | 民建聯     | ④. 蘇淵   | 12,388 | 51.57 |   |
| 多数票 | 多数票     | 多数票    | 273    | 1.14  |   |

## 資料來源與註釋
1. ↑   (PDF).   [2023-08-23]. （原始内容存档 (PDF)于2023-10-20）.
2. ↑   (PDF).   [2023-11-17].
3. ↑   (PDF). 選舉管理委員會. 2023-07-11  [2023-08-23]. （原始内容存档 (PDF)于2023-10-14）.
4. ↑   (PDF).   [2023-11-19]. （原始内容存档 (PDF)于2023-11-16）.
5. ↑   (PDF).   [2023-08-23]. （原始内容存档 (PDF)于2023-10-20）.
6. ↑   (PDF).   [2023-11-17].